# Fusticeps bullatus
Fusticeps bullatus är en svampart som beskrevs av J. Webster & R.A. Davey 1980. Fusticeps bullatus ingår i släktet Fusticeps, divisionen sporsäcksvampar och riket svampar.   Inga underarter finns listade i Catalogue of Life.